# Protosticta plicata
Protosticta plicata är en trollsländeart som beskrevs av Van Tol 2005. Protosticta plicata ingår i släktet Protosticta och familjen Platystictidae. IUCN kategoriserar arten globalt som akut hotad. Inga underarter finns listade i Catalogue of Life.